# Chigmecatitlán
Chigmecatitlán es una localidad del estado mexicano de Puebla. Es cabecera del municipio de Chigmecatitlán.
Chigmecatitlán proviene del Náhuatl y significa "Perro entre Bejucos". 
La comunidad pertenece a la cultura Mixteca y es conocida por ser tierra de músicos y artesanos, siendo las  miniaturas de palma su artesanía más característica y originaria. 

## Demografía
| Censo | Población |
| ----- | --------- |
| 1900  | 2 191     |
| 1910  | 2 074     |
| 1921  | 1 943     |
| 1930  | 2 060     |
| 1940  | 2 116     |
| 1950  | 1 907     |
| 1960  | 1 995     |
| 1970  | 1 803     |
| 1980  | 1 586     |
| 1990  | 1 165     |
| 1995  | 1 104     |
| 2000  | 1 301     |
| 2005  | 1 147     |
| 2010  | 1 225     |
| 2020  | 1 215     |